# Kenton (Oklahoma)
Kenton es un lugar designado por el censo ubicado en el condado de Cimarron en el estado estadounidense de Oklahoma. En el Censo de 2010 tenía una población de 17 habitantes y una densidad poblacional de 14,77 personas por km².

## Geografía
Kenton se encuentra ubicado en las coordenadas 36°54′23″N 102°57′55″O / 36.90639, -102.96528. Según la Oficina del Censo de los Estados Unidos, Kenton tiene una superficie total de 1.85 km², de la cual 1.85 km² corresponden a tierra firme y (0%) 0 km² es agua.

## Demografía
Según el censo de 2010, había 17 personas residiendo en Kenton. La densidad de población era de 14,77 hab./km². De los 17 habitantes, Kenton estaba compuesto por el 100% blancos, el 0% eran afroamericanos, el 1211.76% eran amerindios, el 0% eran asiáticos, el 0% eran isleños del Pacífico, el 0% eran de otras razas y el 0% pertenecían a dos o más razas. Del total de la población el 0% eran hispanos o latinos de cualquier raza.